# Narrative of a Journey to the Shores of the Polar Sea
Narrative of a Journey to the Shores of the Polar Sea (abreviado Narr. Journey Polar Sea), libro ilustrado cuyo autor fue el explorador y capitán de la Marina Real británica John Franklin. Se publicó en 1823.
El libro, crónica en primera persona de su expedición al Ártico entre los años 1819 a 1822, narra los sucesos acaecidos durante el viaje de tres años en los que recorrió parte de la costa ártica cuya cartografía era casi desconocida y recogió datos sobre la meteorología, fauna y flora de los lugares visitados, ilustrado con más de treinta fotografías y dibujos. La expedición, que fue preparada en apenas tres meses y sin asesoramiento adecuado, terminó desastrosamente, ya que el hambre y el escorbuto acabaron con más de la mitad de los miembros de su equipo, entre los miembros supervivientes se encontraba John Richardson, médico y naturalista inglés.